# Emile Evrard
Emile Evrard (* 20. Januar 1882 in Brüssel; † 13. September 1943 in Konstanz) war ein deutscher Sänger, Schauspieler und Theaterleiter.

## Biografie
Evrard wurde als Sohn des Theatermalers Hubert Evrard geboren und war von 1898 bis 1900 als Schauspieler und Sänger in Bremen. Anschließend hielt er sich bis 1903 in Gera auf, in der Spielzeit 1906/1907 war er am Stadttheater Bremerhaven tätig, 1909 bis 1911 in Bremen und zwischen 1915 und 1924 war er in Hildesheim am Stadttheater engagiert. Nachdem er bis 1925 an Bühnen in Würzburg gewesen war, erhielt er ein Angebot des Hamburger Thaliatheaters, wo er bis 1932 engagiert war. Ab 1933 war er in Harburg tätig und in seinen letzten Jahren in Konstanz.
Vom 26. Mai 1909 bis 9. August 1910 leitete Evrard das Thalia-Theater in Bremen, ein 1907 erbautes Vorstadttheater in der Bremer Neustadt, das zu dieser Zeit auch als Kleinkunst-Bühne bekannt war. Mit der Aufnahme damals moderner anspruchsvollerer Theaterstücke in den Spielplan – u. a. von L’Arronge,  Sudermann und Dumas – konnte ein literarisch interessiertes jüngeres Publikum gewonnen werden.
Im Sommer 1910 wurde daraufhin die benachbarte Neustädter Tonhalle, ebenfalls am Neustadtswall gelegen, zu einem Schauspielhaus umgebaut und am 13. August 1910 als Bremer Schauspielhaus eröffnet.
Evrard wurde Geschäftsführer des neuen Schauspielhauses, der Lehrer und Theaterkritiker Johannes Wiegand übernahm die künstlerische Leitung, Dramaturg war Dr. Eduard Ichon. Bereits vor dem Umzug des Bremer Schauspielhauses in das neu zu bauende Theater am Goetheplatz (eröffnet am 15. August 1913) schied Evrard aus dem Unternehmen wieder aus.
Am 11. September 1911 eröffnete unter der Direktion von Evrard das Schiller-Theater als Volkstheater für die westliche Vorstadt Bremens. 1916 bereits nannte es sich Schauburg (Schiller-Theater).